# Salmo 38

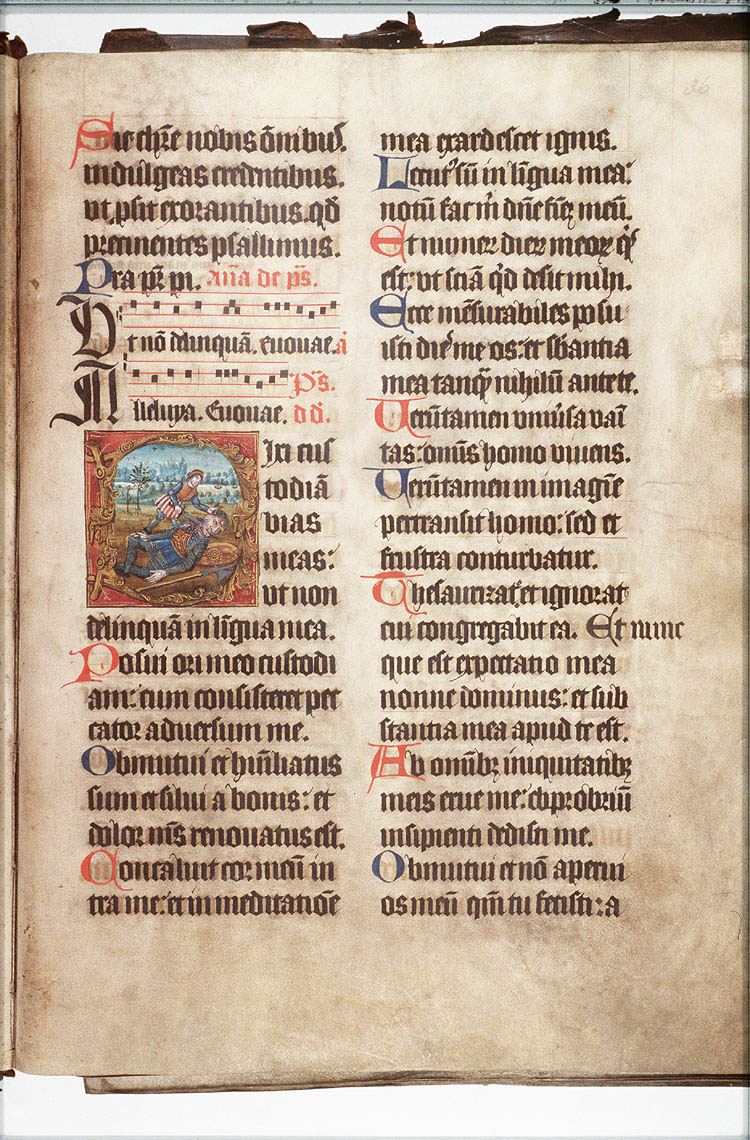
Manuscrito do Salmo 38

Salmo 38 é a 38º salmo do Livro de Salmos e intitulado "Um salmo de Davi para trazer à lembrança."
O Salmo do tópico é a insatisfação de Deus para com o pecado. (1-11) e o salmista sofrimentos e orações. (12-22). O Salmo abre-se com uma oração, Davi se sentiu como se tivesse sido esquecido do seu Deus. Em seguida, ele passa intermitentemente entre a denúncia e esperança.
Benjamin Weiss destacou a "profundidade da miséria em que o salmista, gradualmente, mergulha em suas queixas e, em seguida, a súbita agarrar o braço de misericórdia e onipotência"
Escrito no final de David's da Vida, embora Coffman s acredita que foi no início o reinado de Davi Ele foi muitas vezes sugeriu como uma biografia de tipos de Davi. João Calvino, o pensamento, ao contrário, foi Davi a intenção de cometer a música para transmitir o que ele tinha aprendido através da sua vida, da relação que ele tinha com o seu Senhor antes de falecer.

## Texto
O Salmo 38 foi escrito originalmente na língua hebraica, e está dividido em 22 versículos (sendo que o primeiro versículo da versão hebraica é a inscrição acima nas versões atuais que faz referência a Davi como o autor do Salmo).

### Versão da Bíblia Hebraica
O texto a seguir está relatado conforme o original da Bíblia Hebraica:
| Versículos | Hebraico                                                       |
| ---------- | -------------------------------------------------------------- |
| 1          | מִזְמ֖וֹר לְדָוִ֣ד לְהַזְכִּֽיר:                                             |
| 2          | יְהֹוָ֗ה אַל־בְּקֶצְפְּךָ֥ תֽוֹכִיחֵ֑נִי וּבַֽחֲמָֽתְךָ֥ תְיַסְּרֵֽנִי:                           |
| 3          | כִּֽי־חִצֶּ֥יךָ נִֽחֲתוּ־בִ֑י וַתִּנְחַ֖ת עָלַ֣י יָדֶֽךָ:                                 |
| 4          | אֵין־מְתֹ֣ם בִּ֖בְשָׂרִי מִפְּנֵ֣י זַעְמֶ֑ךָ אֵין־שָׁל֥וֹם בַּֽ֜עֲצָמַ֗י מִפְּנֵ֥י חַטָּאתִֽי:             |
| 5          | כִּֽי־עֲ֖ו‍ֹֽנֹתַי עָֽבְר֣וּ רֹאשִׁ֑י כְּמַשָּׂ֥א כָ֜בֵ֗ד יִכְבְּד֥וּ מִמֶּֽנִּי:                        |
| 6          | הִבְאִ֣ישׁוּ נָ֖מַקּוּ חַבּֽוּרֹתָ֑י מִ֜פְּנֵ֗י אִוַּלְתִּֽי:                                 |
| 7          | נַֽעֲוֵ֣יתִי שַׁחֹ֣תִי עַד־מְאֹ֑ד כָּל־הַ֜יּ֗וֹם קֹדֵ֥ר הִלָּֽכְתִּי:                          |
| 8          | כִּֽי־כְ֖סָלַי מָֽלְא֣וּ נִקְלֶ֑ה וְאֵ֥ין מְ֜תֹ֗ם בִּבְשָׂרִֽי:                              |
| 9          | נְפוּגֹ֣תִי וְנִדְכֵּ֣יתִי עַד־מְאֹ֑ד שָׁ֜אַ֗גְתִּי מִנַּֽ֗הֲמַ֥ת לִבִּֽי:                         |
| 10         | אֲדֹנָ֗י נֶגְדְּךָ֥ כָל־תַּֽאֲוָתִ֑י וְ֜אַנְחָתִ֗י מִמְּךָ֥ לֹֽא־נִסְתָּֽרָה:                        |
| 11         | לִבִּ֣י סְ֖חַרְחַר עֲזָבַ֣נִי כֹחִ֑י וְֽא֖וֹר עֵינַ֥י גַּם־הֵ֜֗ם אֵ֣י אִתִּֽי:                    |
| 12         | אֹֽהֲבַ֨י \| וְרֵעַ֗י מִנֶּ֣גֶד נִגְעִ֣י יַֽעֲמֹ֑דוּ וּ֜קְרוֹבַ֗י מֵֽרָחֹ֥ק עָמָֽדוּ:                 |
| 13         | וַיְנַקְשׁ֨וּ \| מְבַקְשֵׁ֬י נַפְשִׁ֗י וְדֹֽרְשֵׁ֣י רָֽ֖עָתִי דִּבְּר֣וּ הַוּ֑וֹת וּ֜מִרְמ֗וֹת כָּל־הַיּ֥וֹם יֶהְגּֽוּ: |
| 14         | וַֽאֲנִ֣י כְ֖חֵרֵֽשׁ לֹ֣א אֶשְׁמָ֑ע וּ֜כְאִלֵּ֗ם לֹ֣א יִפְתַּח־פִּֽיו:                           |
| 15         | וָֽאֱהִ֗י כְּ֖אִישׁ אֲשֶׁ֣ר לֹֽא־שֹׁמֵ֑עַ וְאֵ֥ין בְּ֜פִ֗יו תּֽוֹכָחֽוֹת:                         |
| 16         | כִּי־לְךָ֣ יְהֹוָ֣ה הוֹחָ֑לְתִּי אַתָּ֥ה תַֽ֜עֲנֶ֗ה אֲדֹנָ֥י אֱלֹהָֽי:                          |
| 17         | כִּֽי־אָ֖מַרְתִּי פֶּן־יִשְׂמְחוּ־לִ֑י בְּמ֥וֹט רַ֜גְלִ֗י עָלַ֥י הִגְדִּֽילוּ:                     |
| 18         | כִּ֣י אֲ֖נִי לְצֶ֣לַע נָכ֑וֹן וּמַ֜כְאוֹבִ֗י נֶגְדִּ֥י תָמִֽיד:                            |
| 19         | כִּֽי־עֲו‍ֹנִ֥י אַגִּ֑יד אֶ֜דְאַ֗ג מֵֽחַטָּאתִֽי:                                      |
| 20         | וְֽאֹיְבַי חַיִּ֣ים עָצֵ֑מוּ וְרַ֜בּוּ שֹֽׂנְאַ֥י שָֽׁקֶר:                                 |
| 21         | וּמְשַׁלְּמֵ֣י רָ֖עָה תַּ֣חַת טוֹבָ֑ה יִ֜שְׂטְנ֗וּנִי תַּ֣חַת רָֽדְפִי־ (כתיב רָֽדְופִי) טֽוֹב:        |
| 22         | אַל־תַּֽעַזְבֵ֥נִי יְהֹוָ֑ה אֱ֜לֹהַ֗י אַל־תִּרְחַ֥ק מִמֶּֽנִּי:                              |
| 23         | ח֥וּשָׁה לְעֶזְרָתִ֑י אֲ֜דֹנָ֗י תְּשֽׁוּעָתִֽי:                                       |

### Versão Almeida Corrigida Fiel
O texto a seguir está relatado conforme a versão Almeida Corrigida Fiel:
1. Ó Senhor, não me repreendas na tua ira, nem me castigues no teu furor.
2. Porque as tuas flechas se cravaram em mim, e a tua mão sobre mim desceu.
3. Não há coisa sã na minha carne, por causa da tua cólera; nem há paz em meus ossos, por causa do meu pecado.
4. Pois já as minhas iniqüidades ultrapassam a minha cabeça; como carga pesada são demais para as minhas forças.
5. As minhas chagas cheiram mal e estão corruptas, por causa da minha loucura.
6. Estou encurvado, estou muito abatido, ando lamentando todo o dia.
7. Porque as minhas ilhargas estão cheias de ardor, e não há coisa sã na minha carne.
8. Estou fraco e mui quebrantado; tenho rugido pela inquietação do meu coração.
9. Senhor, diante de ti está todo o meu desejo, e o meu gemido não te é oculto.
10. O meu coração dá voltas, a minha força me falta; quanto à luz dos meus olhos, ela me deixou.
11. Os meus amigos e os meus companheiros estão ao longe da minha chaga; e os meus parentes se põem à distância.
12. Também os que buscam a minha vida me armam laços e os que procuram o meu mal falam coisas que danificam, e imaginam astúcias todo o dia.
13. Mas eu, como surdo, não ouvia, e era como mudo, que não abre a boca.
14. Assim eu sou como homem que não ouve, e em cuja boca não há reprovação.
15. Porque em ti, Senhor, espero; tu, Senhor meu Deus, me ouvirás.
16. Porque dizia eu: Ouve-me, para que não se alegrem de mim. Quando escorrega o meu pé, eles se engrandecem contra mim.
17. Porque estou prestes a coxear; a minha dor está constantemente perante mim.
18. Porque eu declararei a minha iniqüidade; afligir-me-ei por causa do meu pecado.
19. Mas os meus inimigos estão vivos e são fortes, e os que sem causa me odeiam se multiplicam.
20. Os que dão mal pelo bem são meus adversários, porquanto eu sigo o que é bom.
21. Não me desampares, Senhor, meu Deus, não te alongues de mim.
22. Apressa-te em meu auxílio, Senhor, minha salvação.

## Usos

### Judaísmo
- O versículo 22 é parte do longo Tachanun recitado nas segundas-feiras e quintas-feiras.[12][13]

### Catolicismo
Este Salmo foi tradicionalmente realizada em mosteiros, durante a oração das matinas de lundi, de acordo com a regra de São Bento. Hoje em dia, o Salmo 37 é recitado durante a liturgia das horas na sexta-feira, a segunda semaine8, no ofício das Leituras.

### Cristianismo não-católico
As várias denominações cristãs não-católicas observam a mesma numeração hebraica.

## Versões musicais
Johann Sebastian Bach definir o Salmo 38:4, na abertura do coro de sua cantata Es ist nichts Gesundes um meinem Leibe, BWV 25.
1. ↑  Matthew Henry, Commentaries on Psalm 38.
2. ↑  Matthew Henry’s Concise Commentary
3. ↑  John Wesley’s Explanatory Notes.
4. ↑  Charles H. Spurgeon, Treasury of David.
5. ↑  Benjamin Weiss.
6. ↑  Christopher Love
7. ↑  Coffman's Commentaries on the Bible.
8. ↑  Charles H. Spurgeon, Treasury of David.
9. ↑  Calvin's Commentaries, Vol. 9: Psalms, Part II, tr. by John King, [1847–50].]
10. 1 2  «Tehillim - Psalms - Chapter 38» (em inglês). Chabad.org. 2019. Consultado em 14 de fevereiro de 2022
11. ↑  «Salmos 38 - Versão Almeida Corrigida Fiel». Bíblia Online. Consultado em 14 de fevereiro de 2022
12. ↑  The Complete Artscroll Siddur page 129
13. ↑  D’après le Complete Artscroll Siddur, compilation des prières juives.
14. ↑  Psautier latin-français du bréviaire monastique, 1938p. 149.
15. ↑  Règle de saint Benoît, traduction par Prosper Guéranger, p. 46, Abbaye Saint-Pierre de Solesmes, réimpression
16. ↑  http://www.abbaye-montdescats.fr/?page_id=1887
17. ↑  Le cycle principal des prières liturgiques se déroule sur quatre semaines.